# Christian Leonhard Leucht
Christian Leonhard Leucht (* 12. Februar 1645 in Arnstadt; † 24. November 1716) war ein deutscher Jurist, Verwaltungsbeamter und Publizist. 
Er veröffentlichte unter den Pseudonymen Antonius Faber, Sigismundus Ferrarius, C. L. Thucelius, C. L. Lucius und Cassander Thucelius eigene Abhandlungen sowie umfangreiche juristische Sammelwerke.

## Leben
Leucht studierte an der Universität Leipzig, Universität Gießen und Universität Jena, wo er 1678 zum Dr. jur. promoviert wurde. 
Er war einige Jahre als Jurist in Dresden tätig und trat dann als „gräflich Reußischer Hofrat“ in die Dienste des Hauses Reuß in Greiz. 1688 wurde er zum „gräflich limburgischen Rat von Haus aus“ ernannt und war als juristischer Berater (Consulent) beim Ritterkanton Altmühl des fränkischen Reichsritterkreises tätig. 1690 wurde er kaiserlicher Hofpfalzgraf in Nürnberg, 1692 Consulent am Nürnberger Untergericht, dann am Stadt-Ehegericht und schließlich Ratsconsulent, d. h. juristischer Berater des Nürnberger Stadtrats. 1699 zog er sich aus gesundheitlichen Gründen von diesem Posten zurück, durfte jedoch den Titel Ratsconsulent weiterhin führen.

## Wirken

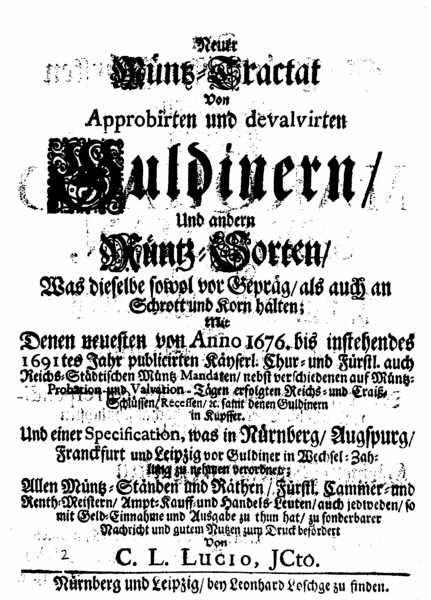
Titelblatt des Neuen Müntz-Tractats, 1692

Leucht veröffentlichte, meist unter Pseudonym, eigene juristische Abhandlungen, aber auch als C. L. Lucius mit dem Neuen Müntz-Tractat von approbirten und devalvirten Guldinern ein umfangreiches Werk zur Numismatik des 17. Jahrhunderts. 
Vor allem gab er jedoch umfangreiche Sammlungen von Akten und Urkunden heraus, darin vergleichbar seinem jüngeren Zeitgenossen Johann Christian Lünig. Unter dem Pseudonym Antonius Faber, das zu seinen Lebzeiten nie enttarnt wurde, begründete Leucht als Herausgeber eines der langlebigsten deutschsprachigen juristischen Periodika zum Staatsrecht, die groß angelegte Aktensammlung Europäische Staats-Cantzley. Ab 1697 erschienen jährlich zwei Bände der Sammlung. Das Werk wurde auch nach Leuchts Tod weitergeführt und erst 1760 mit dem 115. Teil eingestellt, 1761–1782 als Neue Europäische Staatscanzley in 55 Teilen, 1783–1803 von Johann August Reuß als Teutsche Staatskantzlei fortgeführt.
Nachdem Leucht seine Sammlung Des Heiligen Römischen Reichs Reichs-Staats-Acta den Fürsten von Schwarzburg-Sondershausen und Schwarzburg-Arnstadt gewidmet hatte, ernannten diese ihn 1715 – ein Jahr vor seinem Tod – zum „wirklichen Geheimen Rat“.
Ein Katalog von Leuchts umfangreicher Privatbibliothek wurde postum 1730 veröffentlicht.

## Veröffentlichungen
- Austria S. R. Imperii ConJux. Das ist: Des Heil. Röm. Reichs Mit dem Höchst-gepriesenen Herzoglichen Ertz-Hause Oesterreich Beständige Ehe, Welche Aus des Allerhöchsten Göttlichen Providenz, Als Der Allerdurchläuchtigste und Großmächtigste Fürst und Herr, Herr Josephus, Zu Hungarn, Croatien, Sclavonien, Servien, Boßnien und Bulgarien König, Ertz-Herzog zu Oesterreich, [et]c.  Augsburg 1690
- Cronen (Kronen) zur Zierd und Schutz des Heiligen Römischen Reichs auf denen Häuptern der Allerdurchläuchtigsten und Großmächtigsten Römischen Käyserin und Römischen Königs Eleonorä und Josephi / So auf das richtigste beschrieben nach allen Umständen der Wahl- und Crönungs-Solennitäten die vor- mit- und nachgegangen: Insonderheit aber was diesesmal bey denen gegebenen Visiten / gehabten Audienzen vor Curalien beobachtet / und was sonsten / vermög der Fundamental-Gesetze des Heil. Röm. Reichs Teutscher Nation bey dergleichen Actibus zu geschehen pfleget / nebenst der Wahl-Capitulation auch unterschiedene aller-unterthänigste Gratulationes, mit denen Original-Contrefaiten der sämtlichen Käyserl. Königl. und Churfürstl. hohen Personen / wie auch denen Reichs-Cleinodien und Numismatibus in Kupffer ganz Curios vorgestellet durch Sigismund Ferrarium. In Verlegung Leonhard Loschge, Nürnberg, 1690
- Neuer Müntz-Tractat von approbirten und delavirten Guldinern, und andern Müntz-Sorten ... Mit denen neuesten von 1676 bis 1691 publicirten ... Müntz-Mandaten ... und einer Specification, was in Nürnberg, Augsburg, Frankfurt und Leipzig vor Guldiner in Wechsel-Zahlung zu nehmen verordnet, 1691–1694, 2. Auflage 1700
- Cassandri Thucelii Electa juris publici curiousa, 3 Bände, 1694/1696/1697
- Ant. Fabri Europäische Staats-Cantzley, begonnen 1697
- Diss. jur. publ. de imperiorum et familiarum successionibus et mutationibus (3. Auflage 1699)
- Tractatus academici de jurisdictione, 1700
- Consilia nec non responsa juris Altorfina, 2 Bände, 1702
- Codex Mevianus h. e. decisiones, 3 Bände, 1703
- Consil. H. Linckii et alior. antecessorum, 1708
- Continuatio Actorum publicorum Londorpii, Bände 13 und 14, 1708/1716
- Des Heiligen Römischen Reichs Reichs-Staats-Acta, von ietzigem XVIII. Seculo sich anfahend, 5 Teile, 1715–1722
- Tractatus novus de iure fenestrarum; vulgo vom Licht- und Fenster-Recht, 1717